# Коробков, Владимир Александрович (футболист)
Владимир Александрович Коробков (22 июля 1951, Валмиера, Латвийская ССР — 1993, Хромтау, Актюбинская область) — советский футболист, нападающий, советский и казахстанский футбольный тренер.

## Биография
В качестве футболиста провёл пять сезонов в соревнованиях мастеров — в 1970—1972 годах играл за волгоградский «Сталь»/«Баррикады», а в 1976—1977 годах — за «Актюбинец» (Актюбинск), все — во второй лиге СССР. В 1975 году в составе «Актюбинца» стал серебряным призёром чемпионата Казахской ССР среди коллективов физкультуры.
В конце 1970-х годов начал тренерскую карьеру. В 1977—1978 годах входил в тренерский штаб «Актюбинца». В 1979—1980 годах возглавлял команду КФК «Горняк» (Хромтау), будучи её играющим тренером. В 1987—1989 годах два с половиной сезона работал главным тренером «Актюбинца» во второй лиге. В 1990 году возглавил дебютанта второй низшей лиги «Спартак» (Кокчетав), но в июле покинул команду. В 1991 году снова тренировал «Горняк», игравший теперь во второй низшей лиге.
В 1992 году работал тренером «Горняка» в дебютном сезоне чемпионата Казахстана, под его руководством команда заняла восьмое место в турнире, а также дошла до четвертьфинала Кубка Казахстана.
Умер в 1993 году.